# Gulbin (wieś)
Gulbin – wieś w Polsce położona w województwie podlaskim, w powiecie sejneńskim, w gminie Giby. Leży nad Czarną Hańczą. 
Wieś królewska ekonomii grodzieńskiej położona była w końcu XVIII wieku w powiecie grodzieńskim województwa trockiego. W latach 1975–1998 miejscowość administracyjnie należała do województwa suwalskiego.